# ГЕС-ГАЕС Горс-Меса
ГЕС-ГАЕС Горс-Меса – гідроелектростанція у штаті Аризона (Сполучені Штати Америки). Знаходячись між ГЕС Теодора Рузвельта (36 МВт, вище по течії) та ГЕС-ГАЕС Мормон-Флет, входить до складу каскаду на Салт-Рівер, правій притоці річки Гіла, яка в свою чергу є лівою притокою Колорадо (на території Мексики впадає до Каліфорнійської затоки).
У 1920-х роках річку перекрили бетонною арковою греблею висотою 93 метри, довжиною 201 метр та товщиною від 2,4 (по гребеню) до 17,4 (по основі) метрів, яка потребувала 124 тис м3 матеріалу. Вона утримує витягнуте по долині Салт-Рівер на 27 км водосховище Apache-Lake з площею поверхні 10,7 км2 та об’ємом 302,4 млн м3.
У 1927-му пригреблевий машинний зал обладнали трьома турбінами потужністю по 9,9 МВт, а в 1972-му їх доповнили оборотною турбіною типу Френсіс з показником 96 МВт (в 2014-му збільшено до 115 МВт). Це обладнання використовує напір (а у випадку оборотного агрегату також забезпечує підйом) в діапазоні від 46 до 90 метрів. При роботі в режимі гідроакумуляції як нижній резервуар використовують водосховище наступної станції каскаду.